# Gliese 15

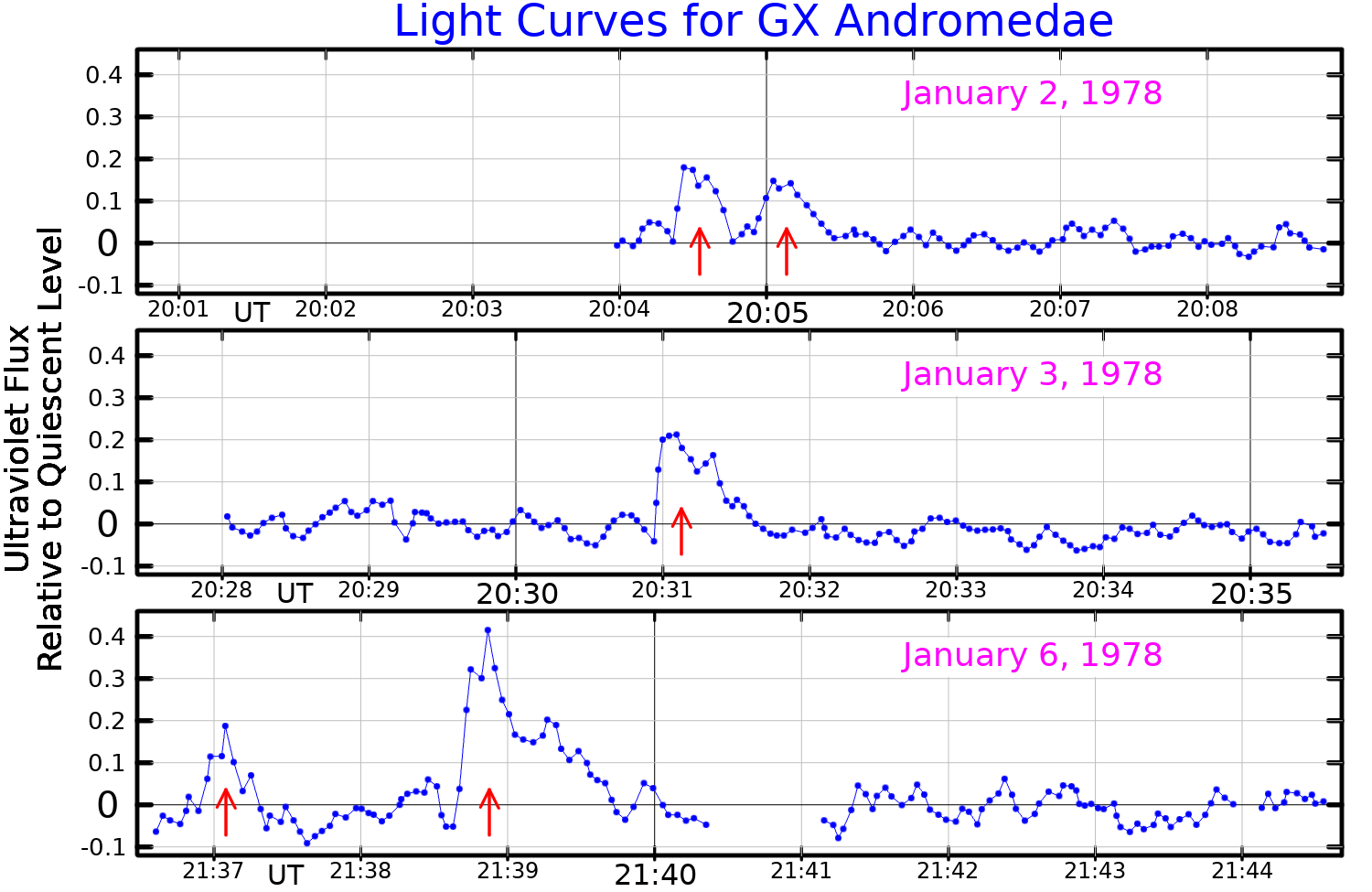
Lichtkromme van Gliese 15A

Gliese 15 (Groombridge 34) is een dubbelster bestaande uit twee rode dwergsterren (spectraalklasse M1.5V en M3.5V) op 11,62 lichtjaar van de zon in het sterrenbeeld Andromeda. De schijnbare magnitude van de twee sterren is 8,1 en 11,0. Beide sterren zijn vlamsterren met de namen GX Andromedae en GQ Andromedae. De onderlinge afstand is 147 AE.
De naam van de ster (Groombridge 34) verwijst naar een catalogus van circumpolaire sterren van Stephen Groombridge die in 1838 postuum gepubliceerd is door George Biddell Airy.

## Planeet
In augustus 2014, werd een planeet rond Gliese 15 A ontdekt: Gliese 15 Ab.

## VX Andromedae
Op iets minder dan een graad ten noord-noordoosten van Gliese 15 is de opvallend roodkleurige variabele ster VX Andromedae te vinden. Deze ster (een koolstofster) werd door Robert Burnham Jr. beschreven als een Exceptionally red star.

## Bron
- Dit artikel of een eerdere versie ervan is een (gedeeltelijke) vertaling van het artikel Groombridge 34 op de Engelstalige Wikipedia, dat onder de licentie Creative Commons Naamsvermelding/Gelijk delen valt. Zie de bewerkingsgeschiedenis aldaar.